# Correspondance littéraire, philosophique et critique
La Correspondance littéraire, philosophique et critique est un périodique français manuscrit destiné à l’aristocratie cultivée du XVIIIe siècle. Elle est publiée de 1748 à 1793.
Elle est fondée par Raynal sous le titre Nouvelles littéraires. En 1753, il cède la main à Grimm qui lui donnera son titre de Correspondance littéraire, philosophique et critique. À partir de 1769, ce dernier délèguera une partie de sa charge à Diderot. Jacques-Henri Meister sera le dernier directeur de la revue.
La publication extrêmement confidentielle et manuscrite de ce périodique lui permettait d’échapper à la censure, puisqu'il s'agit d'une revue manuscrite dont chaque numéro est recopié pour chaque abonné à la main et expédié comme correspondance privée, échappant ainsi à la censure à laquelle sont soumis tous les imprimés. Cet avantage a permis, entre autres, à Denis Diderot de rédiger librement les Salons où il critiquait parfois très durement les artistes. 

## Les abonnés
La liste des abonnés de la Correspondance ne fut jamais directement révélée. L’édition lacunaire de 1812 indique toutefois les noms suivants. Les titres donnés cachent parfois le lecteur effectif dans la mesure où l’on ne sait pas de quelle année date le relevé. En 1759, on compte une quinzaine d’abonnés dont aucun ne réside en France :
- Catherine II de Russie ;
- le duc de Saxe-Gotha ;
- la duchesse de Saxe Gotha ;
- le futur Gustave III de Suède ;

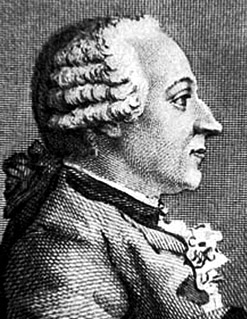
Friedrich Melchior, baron von Grimm (1723-1807)

- un des ducs de Saxe-Weimar-Eisenach ;
- la reine de Suède Louise-Ulrique, épouse d’Adolphe Frédéric de Suède et sœur de Frédéric II de Prusse ;
- le roi de Pologne (Auguste III de Pologne ou plutôt Stanislas Leszczyński, proche des philosophes ?) ;
- Le duc des Deux-ponts ;
- La princesse héréditaire de Hesse-Darmstadt ;
- Le prince Georges de Hesse-Darmstadt (i.e. Georges Guillaume, 1722-1782 ?) ;
- La princesse de Nassau-Saarbruck (l'épouse du prince Guillaume Henri de Nassau-Saarbrücken à laquelle Diderot a dédicacé l’épître qui précède le Père de famille).